# احمد المعظم شاه
سلطان احمد المعظم شاه ابن المرحوم بنداهارا سری مهاراجه تون علی (جاوی:سلطان أحمد المعظم شاه ابن المرحوم بنداهارا سری مهاراج تون علی؛ زاده ۲۳ مهٔ ۱۸۳۶ – درگذشت ۹ مهٔ ۱۹۱۴) ششمین راجا بنداهارا پاهانگ، بنیانگذار و اولین سلطان از سلاطین نوین پاهانگ بود. قبل از اینکه بر مسند قدرت قرار بگیرد به‌طور معمول به نام تون وان احمد معروف بود، بعد از اینکه برادر بزرگترش، تون مطهر را در جنگ داخلی پاهانگ شکست داد، سال ۱۸۶۳ مسند قدرت را تصاحب کرد و لقب سری پادوکا داتو بنداهارا شیوا راجا تون احمد را برای خود در نظر گرفت. در اوایل دوران حکمرانی او، به خاطر تلاش‌های مختلف پسران تون مطهر که در سلانگور مستقر بودند و در جهت سرنگونی او از قدرت اقداماتی انجام می‌دادند، اوضاع پاهانگ دچار اضمحلال شده بود. این امر منجر به دخالت سرنوشت‌ساز پاهانگ در جنگ داخلی سلانگور گردید که در نهایت با موفقیت و پیروزی همراه گردید. جنگ‌های داخلی که  خرابی و ویرانی سرزمین را در پی داشت منجر به افزایش اختلاف میان گروه حکمران و رهبران محلی گردید که از آن به بعد به جناح‌های مختلف تقسیم شدند.